# Roppe
Roppe és un municipi francès situat al departament del Territori de Belfort i a la regió de Borgonya - Franc Comtat. L'any 2007 tenia 810 habitants.

## Demografia

### Població
El 2007 la població de fet de Roppe era de 810 persones. Hi havia 323 famílies de les quals 76 eren unipersonals (38 homes vivint sols i 38 dones vivint soles), 132 parelles sense fills, 106 parelles amb fills i 9 famílies monoparentals amb fills.
La població ha evolucionat segons el següent gràfic:
Habitants censats

### Habitatges
El 2007 hi havia 365 habitatges, 339 eren l'habitatge principal de la família, 7 eren segones residències i 18 estaven desocupats. 300 eren cases i 64 eren apartaments. Dels 339 habitatges principals, 283 estaven ocupats pels seus propietaris, 52 estaven llogats i ocupats pels llogaters i 4 estaven cedits a títol gratuït; 5 tenien una cambra, 10 en tenien dues, 18 en tenien tres, 77 en tenien quatre i 230 en tenien cinc o més. 292 habitatges disposaven pel capbaix d'una plaça de pàrquing. A 143 habitatges hi havia un automòbil i a 169 n'hi havia dos o més.

### Piràmide de població
La piràmide de població per edats i sexe el 2009 era:
| Homes | Edats   | Dones |
| ----- | ------- | ----- |
| 0     | 95 o +  | 0     |
| 0     | 90 a 94 | 0     |
| 4     | 85 a 89 | 4     |
| 0     | 80 a 84 | 4     |
| 12    | 75 a 79 | 20    |
| 28    | 70 a 74 | 24    |
| 4     | 65 a 69 | 16    |
| 16    | 60 a 64 | 28    |
| 28    | 55 a 59 | 40    |
| 36    | 50 a 54 | 12    |
| 24    | 45 a 49 | 20    |
| 36    | 40 a 44 | 40    |
| 20    | 35 a 39 | 28    |
| 12    | 30 a 34 | 16    |
| 8     | 25 a 29 | 24    |
| 24    | 20 a 24 | 16    |
| 24    | 15 a 19 | 8     |
| 20    | 10 a 14 | 4     |
| 28    | 5 a 9   | 20    |
| 4     | 0 a 4   | 12    |

## Economia
El 2007 la població en edat de treballar era de 520 persones, 390 eren actives i 130 eren inactives. De les 390 persones actives 364 estaven ocupades (202 homes i 162 dones) i 26 estaven aturades (12 homes i 14 dones). De les 130 persones inactives 55 estaven jubilades, 34 estaven estudiant i 41 estaven classificades com a «altres inactius».

### Ingressos
El 2009 a Roppe hi havia 325 unitats fiscals que integraven 823,5 persones, la mediana anual d'ingressos fiscals per persona era de 22.118 €.

### Activitats econòmiques
Dels 38 establiments que hi havia el 2007, 1 era d'una empresa alimentària, 2 d'empreses de fabricació d'altres productes industrials, 6 d'empreses de construcció, 12 d'empreses de comerç i reparació d'automòbils, 3 d'empreses de transport, 1 d'una empresa d'hostatgeria i restauració, 2 d'empreses financeres, 2 d'empreses immobiliàries, 4 d'empreses de serveis, 4 d'entitats de l'administració pública i 1 d'una empresa classificada com a «altres activitats de serveis».
Dels 13 establiments de servei als particulars que hi havia el 2009, 1 era una oficina de correu, 2 tallers de reparació d'automòbils i de material agrícola, 1 establiment de lloguer de cotxes, 4 guixaires pintors, 1 fusteria, 1 lampisteria, 1 perruqueria, 1 restaurant i 1 agència immobiliària.
Dels 3 establiments comercials que hi havia el 2009, 1 era una botiga de menys de 120 m², 1 un drogueria i 1 una joieria.
L'any 2000 a Roppe hi havia 6 explotacions agrícoles que ocupaven un total de 141 hectàrees.

## Equipaments sanitaris i escolars
El 2009 hi havia 1 centre de salut i 1 farmàcia.
El 2009 hi havia una escola elemental integrada dins d'un grup escolar amb les comunes properes formant una escola dispersa.

## Poblacions més properes
El següent diagrama mostra les poblacions més properes.